# Brooke Smith (cestista)
Brooke Bailey Smith (San Anselmo, 30 aprile 1984) è un'ex cestista statunitense.
È alta 191 cm per 86 kg di peso, e il ruolo ricoperto era quello di centro.

## Carriera
Ha giocato nella Marin Catholic High School a Kentfield, California, dove ha conseguito il titolo di WBCA All-American. Ha partecipato nel 2002 al WBCA High School All-America Game dove ha totalizzato 8 punti.
Gli anni di college sono trascorsi prima alla Duke University (2002-03) e in seguito a Stanford per tre anni, dove si è laureata nel 2007. La sua carriera professionistica è iniziata con le Minnesota Lynx, che la scelsero come 23ª nel Draft WNBA 2007. Dopo una breve apparizione nelle Connecticut Sun, sempre nel 2007, fu ingaggiata dalle Phoenix Mercury dove conquistò nel 2009 l'anello di campionessa WNBA.

## Carriera internazionale
Ha fatto il suo esordio nel campionato italiano di A1 il 20 ottobre 2007 con la maglia del Gescom Viterbo, per poi trascorrere due stagioni a Como nella storica formazione della Pool Comense. Qui nella stagione 2009-10 è stata la giocatrice che ha totalizzato la media punti/partita più elevata (17,53 in 19 partite giocate).
Nella stagione 2010-11 è stata ingaggiata dalla squadra campionessa d'italia Cras Basket Taranto, giocando con loro anche la sua prima Eurolega, ossia la massima competizione internazionale di basket.

## Palmarès
- Campionessa WNBA (2009)